# Carlos Missorini
Carlos Missorini (nacido en Concepción del Uruguay el 31 de julio de 1947) es un bandoneonista argentino.
Missorini realizó sus estudios primarios, secundarios y el profesorado de Historia en la Escuela Normal del Instituto Mariano Moreno, en Concepción del Uruguay (provincia de Entre Ríos).
A los 13 años de edad inició sus estudios de bandoneón con su tío, Jorge Missorini —ampliamente conocido en el ambiente tanguero como Poroto Missoni (sic, por Missorini).
Continuó perfeccionándose en Buenos Aires con Toto Rodríguez, uno de los «fueyes» (bandoneonistas) de la orquesta de Aníbal Troilo.
Faustino Rodríguez (el padre de Toto Rodríguez), con más de 80 años de edad, también le enseñó los secretos del bandoneón.
A los 14 años compartió el escenario con el bandoneonista Feliciano Brunelli, en el festival celebrado en 1961 en la capilla de San Vicente (provincia de Buenos Aires), con recitados de Oscar Casco.
Su padre, Fernando Missorini, era contrabajista del Cuarteto Itapé, dirigido por el bandoneonista Jorge Charreu (quien hoy desarrolla su actividad en Estados Unidos) y que poseía a Juan Acosta (en guitarra). En 1970 su padre lo hizo ingresar al cuarteto como bandoneonista.
Luego conformó diferentes conjuntos, acompañando a distintos vocalistas, como Oscar Ferrari, Rubén Zárate, Roberto Ayala, Chino Hidalgo y Marcelo Muñoz.
En 1997 acompañó a su hija, Miriam Missorini, en el Festival de Tango de Gualeguaychú (pre Baradero) y luego en el Festival de Tango de Baradero.
Acompañó a Ismael Turco Haidar (hasta el fallecimiento de éste) en varios oportunidades y en diferentes lugares, como la Confitería Ris, etc.
En diciembre de 2005 acompañó con su bandoneón a Pedro Roude, integrando su conjunto Tango en Trío. Tocaron en el bar El Loco Berretín (en calle Gurruchaga 1700, de la ciudad de Buenos Aires).
Actualmente desarrolla su arte musical junto a la guitarra de Gustavo Ibarra, acompañando a cantores locales de Concepción del Uruguay como Sergio Fusey, Héctor Apeseche y Pedro Roude, en el escenario de El Perro Verde, en la ciudad de Colón (provincia de Entre Ríos) y en un reducto tanguero llamado La Costera, en Concepción del Uruguay.